# Rebelión en Guatemala del 2 de agosto de 1954
La rebelión de los cadetes en Guatemala del 2 de agosto de 1954 se da en el contexto del golpe de Estado al gobierno electo de manera popular de Jacobo Árbenz Guzmán, a través de la operación PBSuccess orquestada por Allen Foster Dulles entonces director de la CIA  utilizando a un grupo militar mercenario identificado en el momento como "Ejercito de Liberación" ligado al Movimiento de Liberación Nacional (MLN) al mando de Carlos Castillo Armas, y con apoyo de la fuerza área norteamericana, saboteadores guatemaltecos entrenados por la propia central de inteligencia, la radiodifusora "Radio Liberación", el clero y fuerzas políticas de derecha, los cuales logran acceder a la capital de Guatemala cumpliendo el objetivo de establecerse en el poder, y revocar el avance de las políticas progresistas de la Revolución del 1944 que el gobierno que encabeza el presidente Arbenz había venido impulsando. En el contexto geopolítico de la Guerra Fría dichas políticas fueron asociadas al comunismo, y estaban impactando negativamente los intereses americanos, así mismo afectaban a la empresa monopólica agroindustrial United Fruit Company (UFCO) que operaba en varios países de Centro y Sur de América. 
El 27 de junio, basado en un gran temor de una eventual invasión norteamericana, el presidente Arbenz dicta un discurso vía radio pública donde anuncia su dimisión queda al frente del poder ejecutivo al Coronel Carlos Enrique Díaz, y este a su vez entrega dicho poder en cuestión de horas a los golpistas a través de una Junta Militar, que eventualmente implantara a Carlos Castillo Armas. 
En la madrugada del 2 de agosto los Cadetes por iniciativa propia en una primera instancia, y apoyados por algunos sectores del ejército renuentes al mandato impuesto por los invasores deciden alzarse en armas. Aunque superados en número, los cadetes combaten y capturaran en el cuartel establecido en el Hospital Roosvelt al "Ejercito de Liberación" y a Carlos Castillo Armas.
En los diálogos posteriores a los combates, pactan la liberación de los prisioneros y armisticio, pero contraviniendo a estos acuerdos las autoridades enviarían a la gran mayoría de cadetes a las penitenciarias, posteriormente a becas en el exterior y otros cadetes los menos escogerán el asilo en el exterior.

## Antecedentes

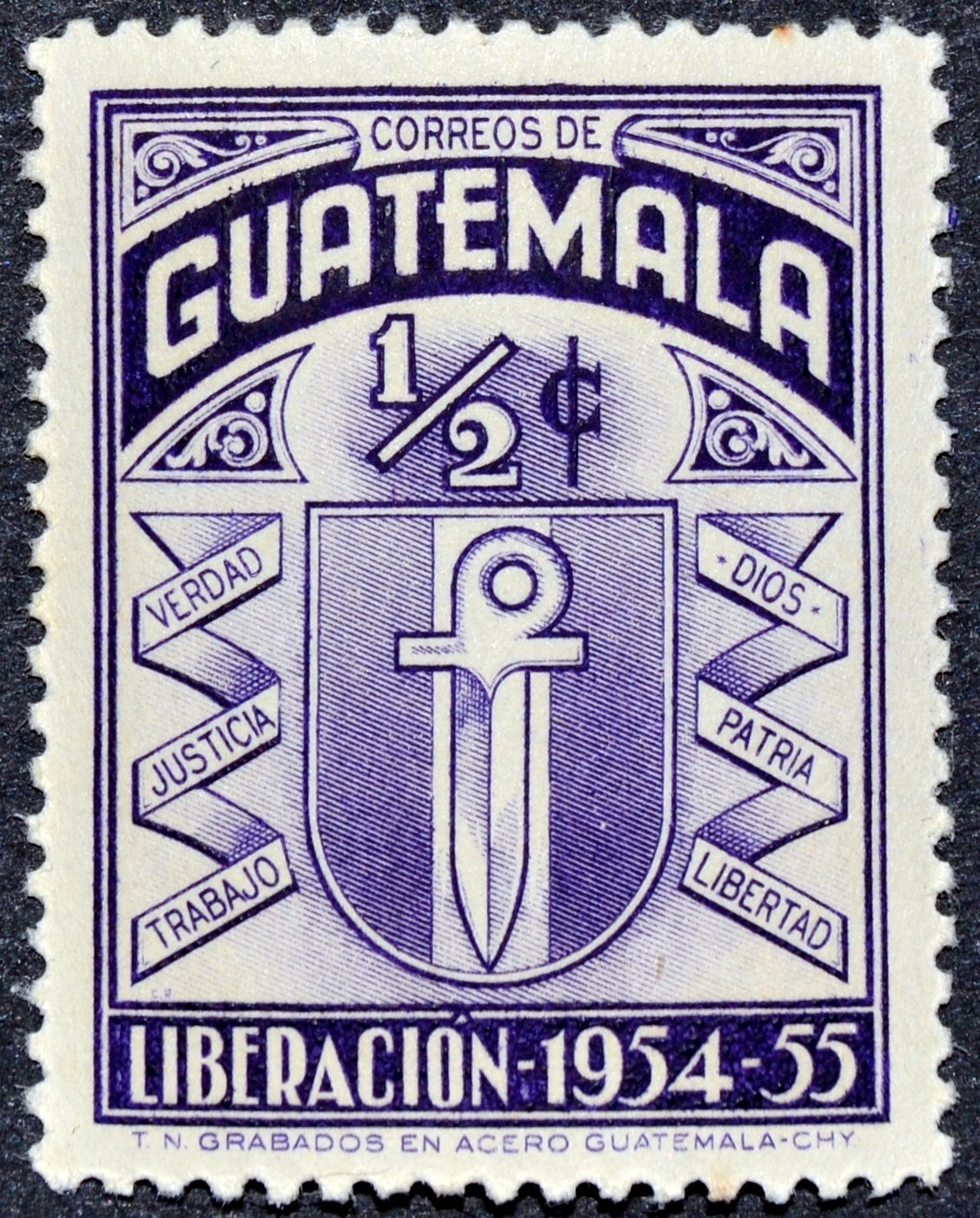
Sello conmemorativo de la invasión de 1954.

### Guerra Fría en Latinoamérica
En la década posterior a terminación la Segunda Guerra Mundial se hizo evidente que la luna de miel de la alianza militar entre los Estados Unidos y la Unión Soviética no podría prolongarse mucho más. Los encuentros en Teherán (noviembre de 1943), Yalta (febrero de 1945) y Potsdam (agosto de 1945), sucesivamente configuraron lo que sería el mundo de postguerra. Tras la caída del régimen nacional socialista de Hitler, el mundo quedó dividido entre las democracias liberales capitalistas, Estados Unidos y el Reino Unido, y la Unión de Repúblicas Socialistas Soviéticas y sus aliados, cuya figura fue Iósif Stalin. Había nacido la Guerra Fría que determinaría la historia humana todo el siglo XX, desde Corea a Vietnam, desde Angola a Cuba, desde Chile a Guatemala.
Al examinar retrospectivamente la segunda mitad del siglo XX en lo que concierne a América Latina, se puede advertir que, con la excepción de Cuba, todo el continente fue convertido a sangre y fuego en zona dólar o patio trasero (Backyard) de Estados Unidos. Este hecho puso a la orden del día conceptos estratégicos de defensa hemisférica a la que se subordinaron los gobiernos latinoamericanos con muy poco margen de negociación. De hecho, así como Stalin sometió a sus aliados por la fuerza de las armas (el caso de Praga es el más emblemático); Washington hizo exactamente lo mismo, instalando dictaduras militares en todo el continente, cuando no, invadiendo territorios abiertamente como en República Dominicana o Panamá.

### Revolución de octubre de 1944
También conocida como Revolución de Octubre o como el 20 de octubre, fue un movimiento cívico-militar ocurrido en Guatemala el 20 de octubre de 1944, efectuado por militares, estudiantes y trabajadores, que derrocó al Gobierno del dictador Jorge Ubico Castañeda. Y a través de una junta militar el General Federico Ponce Vaides llama elecciones presidenciales, y el Frente Popular Libertador ganaría en las urnas en las primeras elecciones de Guatemala con el candidato Juan José Arevalo, quien iniciara reformas y políticas públicas que haría que lo tildaran con la ideología comunista. Dentro del gobierno de Arevalo se desempeñara como Ministro de Defensa Jacobo Arbenz. quien a la postre identificado como "El soldado del Pueblo" y quien accedería vía electoral en el cargo presidencial.

### El Gobierno de Jacobo Arbenz
El gobierno de Árbenz presentó una serie de reformas que el espionaje estadounidense consideró comunistas y atribuyeron a la influencia soviética. Entonces propagaron el temor a que Guatemala se convirtiese en lo que Allen Dulles llamó «una cabeza de playa soviética en América» (posición enemiga para la invasión). Estas acusaciones fueron utilizadas por la CIA y la administración de Eisenhower, durante la era anticomunista del Macarthismo. Principalmente el presidente Árbenz promulgó una reforma agraria que perjudicaba a la multinacional estadounidense United Fruit Company, a los intereses de la oligarquía guatemalteca y movilizó a grupos de presión en Estados Unidos

### Las operaciones de la CIA
A principios de 2003, y después de 50 años de estar clasificados los expedientes de la operaciones utilizadas en la intervención en Guatemala, fueron desclasificados los expedientes de las operaciones de la CIA ejecutó en Guatemala siendo relevantes para el caso WASHTUB, SHERWOOD, PBFORTUNE, PBSUCESS y PBHISTYORY. La Central de inteligencia Americana CIA, tiene como objetivo bloquear el paso y entrada en el continente americano al enemigo ideológico y geopolitico, el Comunismo.
WASHTUB
Sin una certeza en el momento de la influencia comunista, se intenta de sembrar la idea de la intervención comunista, colocando un almacén o escondite de armas de origen soviéticas en suelo Nicaragüense. También existen reportes de la CIA que indican que a principios de mayo de 1954 altos funcionarios del ejército como el ministro de Defensa José Ángel Sánchez, Alfonso Martinez y el Coronel José Garcia Barzanallana Larrave se encuentran en Puerto Barrios, en la zona Santo Tomás de Castilla  con el objetivo de recibir al navío de nombre SS Alphem que contiene un embarque armas de origen Checoslovaco. El gobierno guatemalteco ha comprado en Europa Oriental en áreas de influencia del comunismo dicho cargamento de armas con influencia de Carlos Manuel Pellecer, quien ahora es sabido es un agente encubierto de la CIA. Parte de este armamento o su totalidad será dirigido a la ciudad de Guatemala y almacenado en el gimnasio de la Escuela Politécnica.

#### PBFortune
Esta operación aunque no llega a concretarse debido a que antes de ser lanzada es cuestionado por diplomáticos latinoamericanos, perdiendo su carácter de encubierta. Otra razón es que en el plan de esta operación no se había contemplado el financiamiento de los golpistas suministrando armamentos y efectivos al ejército de Carlos Castillo Armas. Sin embargo, la planeación estratégica y ejecución de la operación PBFortune debería proveer cobertura de los siguientes elementos esenciales según se lee en el documento liberado por la CIA: 
- La subversión y control de líderes militares Guatemaltecos.[7]
- Establecer acuerdos militares con los gobiernos de Nicaragua, Honduras y El Salvador.
- Proveer evidencia del dominio comunista en el Gobierno de Guatemala
- Preparativos para una posible conferencia de Ministros de Relaciones exterior de la Organización de los Estados Americanos (OEA).

Así como la aplicación presión al Gobierno y sociedad en su conjunto de estas maneras: 
- Económica.
- Política.
- Psicológica.
- El control de las comunicaciones
- Control sobre la energía eléctrica,

#### PBSucess
El 13 de Marzo, ante la implementación de políticas sociales de gobierno, y ante el pleno de OEA los estados afiliados rechazan el comunismo imperante en Guatemala. Se inician las actividades de PBSuccess donde se deja de lado proveer de evidencia de la influencia comunista, y dar prioridad sobre las actividades. La operación, que apenas duró de finales de 1953 a 1954, estaba planeada para armar y entrenar para tomar el país a un "Ejército de liberación" de aproximadamente 400 rebeldes bajo el mando del oficial exiliado del ejército guatemalteco Coronel Carlos Castillo Armas coordinándolo con una compleja artimaña diplomática, económica y propagandista mayormente experimental.
A las 20:00 del 18 de junio las fuerzas del coronel golpista Castillo Armas cruzaron la frontera. Divididas en cuatro grupos, de unos 480 soldados entraron a través de cinco puntos a lo largo de la frontera hondureña y salvadoreña, para simular mayor número de soldados de un amplio frente y para reducir la posibilidad de que toda la tropa entera se encaminara por un único camino desfavorable. Además de estas tropas regulares, diez saboteadores entrenados en Estados Unidos fueron delante explotando los puentes claves y cortando las líneas de telégrafo. Todas las fuerzas de invasión fueron instruidas para reducir al mínimo encuentros reales con el ejército guatemalteco, para muchos motivos, pero sobre todo para evitar la imagen del ejército nacional contra los invasores. El desarrollo entero de la invasión fue expresamente diseñado para sembrar el pánico y dar la impresión de probabilidades insuperables, para atraer la población y a los militares a su lado, antes que derrotarlos. Durante la invasión, la propaganda radiofónica transmitía falsos informes de enormes fuerzas que se unen a la población local en una revolución popular.
Casi inmediatamente, las fuerzas de Castillo Armas se veían frente al fracaso decisivo. Invadiendo a pie y obstaculizados por el pesado equipo. Esto debilitó el impacto psicológico de la invasión inicial, pues los guatemaltecos comprendieron que no había peligro inmediato. Uno de los primeros grupos que llegaron a su objetivo, 122 rebeldes que pretendían capturar la ciudad de Zacapa, fueron aplastados por un pequeño contingente de treinta soldados del ejército guatemalteco, solo 28 rebeldes evitaron la muerte o captura. 

###### La batalla de Puerto Barrios
Una derrota mayor sobrevino al grupo de 170 rebeldes que emprendieron la tarea de capturar la protegida ciudad costera de Puerto Barrios. Después de que el jefe de policía descubriese a los invasores, rápidamente armó a trabajadores portuarios locales y los asignó papeles defensivos. En una cuestión de horas casi todos los rebeldes fueron muertos o cautivos, el resto huyó a Honduras. Tras tres días dos de los cuatro grupos golpistas de Castillo estaban vencidos. Intentando recuperar el ímpetu, Castillo ordenó un ataque aéreo sobre la capital al día siguiente, que fracasó puesto que solo un avión logró bombardear una pequeña cisterna de petróleo, creando un fuego menor sofocado en 20 minutos.
Después de estos fracasos rebeldes, el presidente Arbenz mandó a su comandante militar que permitiese a los rebeldes adentrarse en el país. Arbenz y su comandante principal no temían el ejército rebelde pero estaban preocupados de que si eran aplastados darían un pretexto para una intervención abierta militar yanqui, como en otros países. Este miedo acobardó a la clase oficial, quitando el deseo contraatacar y derrotar la diezmada tropa de Castillo. La presencia de fuerzas de asalto anfibias estadounidenses extendió el rumor de un desembarco de marineros estadounidenses en Honduras. El miedo retornó a Arbenz, y esta vez temió que los oficiales intimidados pactaran con Castillo. Su miedo se confirmó y una guarnición entera del ejército se rindió ante Castillo unos días más tarde en la ciudad de Chiquimula. Arbenz convocó su gabinete para explicar que el ejército estaba en la rebelión y el 27 de junio Arbenz anunció su renuncia.

#### PBHistory
Tras la invasión y con el objetivo de a reunir evidencia documental, oficios gubernamentales y actividad política para demostrar la colaboración del régimen Árbenz con el enemigo, la URSS. Se recopilan documentos 150,000 oficiales, comerciales, y del partido comunista para tal efecto.

## Acontecimientos y Acciones Militares

### Los Cadetes en la Escuela Politécnica
Similar a la tradición militar de otros países latinoamericanos la academia militar mantiene dentro de sus filas a hijos y familiares de militares en activo y políticos de la época. La Escuela Politécnica de Guatemala siendo el principal centro formativo de cuadros militares oficiales, contaba entre sus filas con Cadetes quienes eran aceptados en la Institución después de concluir sus estudios de nivel primaria, y atendían a dicha escuela en un plazo de cinco años, en su mayoría no contarían con la mayoría de edad, pero si con rangos militares. De los 125 Caballeros Cadetes que conformaban la Compañía en aquel momento, muy pocos tenían más de 15 años.. La carrera constaba de 5 años. en la cual los oficiales egresados son adiestrados en las técnicas de la guerra, la caballería, la táctica militar, y durante este periodo son acuartelados y adiestrados en las instalaciones de la Politécnica, cercanas del centro de la Ciudad de Guatemala, sobre la avenida La Reforma en las actuales instalaciones del Ministerio de la Defensa Nacional de la Defensa de Guatemala .

### Cronograma de Eventos Previos
| Fecha          | Evento |
| -------------- | --- |
| 15 de junio    | El equipo de saboteadores ingresa a Guatemala. |
| 17 de junio    | Se inicia actividades de distribución área de propaganda. Cadetes solicitan entrar en acción al director de la Escuela Politécnica, la solicitud es denegada. |
| 18 de junio    | Jacobo Arbenz tiene un mitin en la estación de ferrocarriles. Carlos Castillo Armas junto 480 efectivos cruzan la frontera a través de El Salvador y Honduras. José Garcia Barzanallana Larrave al frente de La Guardia de Honor y Pablo Díaz de las Fuerzas del Ejército, se desplazan en tren a Zacapa. Un avión AT-6 artillado guatemalteco aterriza en el El Salvador, el piloto pide asilo político. Guillermo Flores Avendaño, cruza finalmente desde Honduras sin resistencia establece un puesto de avanzada en Caparjá. |
| 19 de junio    | La Fuerza Aérea Guatemalteca envía varios AT-6 en persecución de los F-47N. Se registra la baja de un AT-6 Carlos Maldonado entrega la plaza de Esquipulas a Carlos Castillo Armas |
| 20 de junio    | Un AT-6 guatemalteco sale de la Aurora a detener el avance de la columna rebelde sin éxito. Aviones C-47 norteamericanos despegando desde Managua intentan enviar pertrechos a los invesores sin éxito. Baterías Antiaéreas apostadas en Atitlan y Villa Canales abren fuego. |
| 21 de junio    | Se lleva a cabo el combate de Puerto Barrios donde uno de los cuatro grupos del "Ejercito de Liberación" es vencido. |
| 25 de junio    | El Fuerte de Matamoros es bombardeado. Chiquimula es capturada por el "Ejercito de Liberación". Aviones de la CIA bombardean trenes con tropa del Ejército. |
| 27 de junio    | Jacobo Arbenz capitula. Transmite un discurso a través de la radio. Nombra a Carlos Enrique Díaz. Castillo Armas es vencido en Zacapa, y se repliega Chiquimula. Carguero Británico es bombardeado en San José. |
| 28 de junio    | Carlos Enrique Díaz, José Ángel Sánchez, Elfego Hernán Monzón Aguirre convocan a junta miliar, se decide no negociar con Carlos Castillo Armas. Bombardero F´47 lanza dos bombas a las 15:30 en la Capital. |
| 29 de junio    | Elfego Hernán Monzon Aguirre solicita iniciar negociaciones con Carlos Castillo Armas. El destacamento de Zacapa pacta el cese al fuego con Carlos Castillo Armas |
| 30 de junio    | Frank Gardiner Wisner envía la orden de cambiar el objetivo, y a los oficiales retirarse de cuestiones de política. |
| 1 de julio     | Monzón y Castillo se encuentran en Honduras para mediar las diferencias. |
| 2 de julio     | SHERWOOD, la radiodifusora implementada por la CIA deja de transmitir. |
| 3 de julio     | Un grupo de Cadetes de la Escuela Politécnica que desertaron se unen al Ejército de Liberación. La Junta de Gobierno de Carlos Castillo Armas firma del Pacto de San Salvador. Se cambia al director de la Politécnica quedando Jorge Medina Coronado, |
| 04-17 de julio | Se ejecuta la operación PBHistory |
| 12 de julio    | LINCOLN la oficina operativa de la CIA se cierra. |
| 1 de agosto    | Desfile de Día de la Unidad Nacional del Ejército. El "Ejercito de Liberación" se acantona en una edificio en construcción que eventualmente será el Hospital Roosvelt, |
| 2 de agosto    | Levantamiento en Armas de los Cadetes. |

## La Rebelión de los Cadetes

### Afrentas a la Compañía de Cadetes
Durante julio de 1954 el ambiente de la Academia estaba enrarecido, durante los descansos se dieron riñas entre cadetes y miembros de “la liberación”. Se les permite a los cadetes en esta ambiente de tensión salir de la Academia o bien recibir visitas. Se acumulan una serie de eventos generales y particulares minúsculos que derivan en una franca rebeldía.
Afrentas recibidas como nación 
- La ofensa de una invasión no repelida por el ejército.
- La afrenta de la existencia de dos ejércitos, uno de los cuales, el nacional es el vencido sin que ellos entren en acción.
- La humillación de ver a su nación rendida ante 500 soldados de fortuna.

Afrentas recibidas a como compañía 
- La asignación del nuevo director, puesto que los cadetes identificaban al Mayor Jorge Medina Coronado como uno de los jefes del ejército que se alió al invasor.
- En un acto público en la aeropuerto de La Aurora, al recibir a Carlos Castillo Armas en una recepción protocolaria les es arrebatada la bandera que portaban. Los cadetes son castigados por el nuevo director.
- Un grupo de cadetes nuevos desertaron y se unieron al "Ejército de Liberación" y el 3 de julio acompañaron a la comitiva de la Junta de Gobierno presidida por Carlos Castillo Armas, después de la firma del Pacto de San Salvador, lo que fue mal visto por sus compañeros de Academia, vestían el uniforme de la Liberación y con el grado de subtenientes.
- Los mercenarios del Movimiento de Liberación Nacional les arrebataron la bandera nacional al momento de recibir a Castillo Armas en el aeropuerto La Aurora
- El 17 de julio, en horas de la noche, se encontraba un grupo de cadetes en un prostíbulo cerca de la zona 4, cuando una patrulla del Ejército de Liberación llegó al local. El comandante de la patrulla increpó a los cadetes sobre la razón por la que se encontraban en ese lugar y tomó la decisión de desarmarlos y conducirlos al Cuartel General, amenazándolos con las armas que portaban, mientras los insultaba.
- En los días subsecuentes al arresto el director de la Escuela Jorge Medina Coronado en Orden General, degradó a dos galonistas que formaban parte del grupo, señalando la falta de espíritu combativo, sin reparar en que la patrulla del Ejército de Liberación estaba armada con metralletas, y los cadetes habían sido desarmados.
- En el marco del desfile del 1 de agosto, el Ejército de Liberación encabeza victorioso las calles de la ciudad y culminaría en el Campo de Marte, en presencia de la Junta de Gobierno. Las fuerzas de la Liberación que desfilaron sumaban unos 500 hombres, los cuales son identificadas como el Invasor. en amplios Los Cadetes son obligados a marchar y lo hacen en rebeldía.

## Acciones del Día 2 de agosto

### La planificación del Combate
Desde finales de julio de 1954, un grupo de seis cadetes de la promoción 52 (cuarto año) el Sargento segundo René Santizo Corado, Cabo Francisco Rene Garcia Barzanallana de León, Cabo Oscar Morales, Cadete Carlos Anderson Lima, Cadete Herbert Frener y Cadete Ricardo Cobar se habían reunido en las aulas para analizar la situación se decide que atacarían las casas en que habitaban los miembros de la Junta Militar que le sucedió a Arbenz. El plan según se había estructurado necesitaría de 30 cadetes como mínimo; si tenían éxito regresarían a la Escuela Politécnica, si fallaban se irían a las montañas y luego al exilio. Había que buscar voluntarios de una manera discreta pero encontraron que casi toda la compañía compartía sus sentimientos.

### Detalle Cronológico
01:30 a. m.
El Sargento René Santizo Corado y los cadetes Francisco Rene Garcia-Barzanallana de León y Carlos Anderson Lima acuden a las habitaciones correspondientes a la dirección de la Escuela Politécnica donde el mayor Jorge Medina Coronado se encuentra, lo capturan y lo arrestan. Lo mismo efectúan con el Subdirector de la Academia. 
01:50 a. m.
El Sargento segundo Jorge Luis Araneda interviene en el acto y se les une. 
02:00 a. m.
El Sargento de cadetes René Santizo Corado es convertido en sargento encargado y comandante. 
Se despierta a los cadetes de la Politécnica, se les mandó formar y se les explica que irían a combatir al Hospital Roosevelt para defender el honor de la compañía.
Se arresta al comandante de guardia, teniente Romeo Lucas García.
Se arresta a los oficiales que dormían en la escuela, fueron igualmente conducidos y mantenidos en la sala de banderas, localizada en la guardia de prevención.
2:10 a. m.
Entran tres vehículos pesados para llevar pertrechos de guerra conducidos por Emilio Cóbar, hermano del cadete Ricardo Cóbar.
Los cadetes proceden a equiparse y obtienen armas que de la armería al interior de la Academia y el Gimnasio.
4:30 a. m.
El Sargento de cadetes René Santizo Corado se dirige a los cadetes:
Parten de la Escuela Politécnica hacia el Hospital Roosvelt que se encuentra a 3,8 km en línea recta y a 12 minutos de camino. 
4:40 a. m.
Un vehículo queda sin combustible en el trayecto a la altura de Los Arcos, y demoraría la llegada del convoy al objetivo.
5:15 a. m.
Los 45 cadetes y 34 soldados se despliegan en torno del Hospital Roosvelt donde se encuentra los 500 elementos del "Ejercito de Liberación".
5:30 a. m.
El Sargento Santizo además de comandante de la compañía accionaba una ametralladora Calibre 50
Francisco Rene Garcia-Barzanallana como Comandante del primer pelotón. 
Jorge Luis Araneda como Comandante del segundo pelotón. 
Mario Enrique Paíz Bolaños comandaría el tercer pelotón. 
El fuego pesado de las ametralladoras .30 y .50 estaba el cabo Luis Antonio Bosh Castro, Erwin Ortiz Castillo y Humberto Pompilio Valdez Marroquín .
5:45 a. m.
Se inician las hostilidades.
Un primer disparo de revolver Calibre 38 a cargo del Cadete Ricardo Méndez Ruiz Rohrmoser inició el fuego. 
La relación inicial era de 12 a 1 a favor de "Ejercito de Liberación".
6:00-11:00 a. m.
La información fluía y daba a los oficiales de la Base Militar de la Fuerza Aérea de La Aurora la dimensión del conflicto.
El "Ejercito de Liberación" apertrechado carece de información y se haya confinado al intenso ataque del politécnico, solicita el apoyo aéreo norteamericano.
Un avión P-47 americano ataca las posiciones de los cadetes y la Fuerza Aérea Guatemalteca repele la ofensiva dos aviones P-51 expulsando al avión atacante.
Durante la acción murieron el Sargento Jorge Luis Araneda, el Cabo Luis Antonio Bosh Castro, el cadete Carlos Enrique Hurtarte y soldado Lázaro Antonio Yucuté.
11:30 a. m.
Los cadetes Oscar Morales Delgado y Carlos Enrique Wer García solicitan parque y apoyo militar en la Base Militar La Aurora.
Acto seguido se incorporan al combate del Hospital Roosvelt una compañía de fusileros y un tanque de orden, proporcionado por el mayor Manuel Francisco Sosa Ávila. 
01:30 p. m.
Reunión de oficiales en la Guardia de Honor, con representantes de la Base Militar, la Fuerza Aérea y del gobierno, y se acordó una tregua y que no se tomaran represalias contra los cadetes y los oficiales que los habían ayudado. 
03:00 p. m.
Con la presencia de los miembros de la Junta de Gobierno, coronel Elfego Hernán Monzon Aguirre y del mayor Enrique Trinidad Oliva, se intenta acordar la tregua.
El "Ejercito de Liberación" acantonados en el Roosevelt rechazan la tregua.
06:00 p. m.
El "Ejercito de Liberación" capitula.
Los cadetes toman preso a Carlos Castillo Armas.
Desarman a los elementos del "Ejercito de Liberación".

### Desenlace
Los cadetes quedaron al mando de la situación, y en junta con el Arzobispo Metropolitano católico de la Ciudad de Guatemala Mariano Rossell y Arellano y con el embajador de los Estados Unidos en Guatemala John Peurifoy , se les comunica que el "Ejercito de Liberación" no era un movimiento comunista y que por el contrario estaba apoyado por el gobierno norteamericano, el embajador les dejó en claro la posición, y advirtió que si persistían en sus intenciones, se ordenaría a la Marina de los Estados Unidos realizar una invasión a Guatemala. Los cadetes depusieron las armas y liberaron a Carlos Castillo Armas. 
Se levanta un acta por orden del presidente de la Junta Militar Elfego Hernán Monzon Aguirre firmada en la que constaban las condiciones de los cadetes de la Escuela Politécnica a la rendición del "Ejercito de Liberación", firmada por el comandante coronel Antonio Estrada Sanabria; sus oficiales, entre los que se contaba Roberto Carpio Nicolle y contando con la presencia del arzobispo Mariano Rosell y Arellano, quien se desiste de firmar el acuerdo. 
Los cadetes condujeron al "Ejercito Libertador" a la estación de ferrocarriles y fueron trasladados en tren con rumbo a Chiquimula para su desmovilización.

## Los Juicios
Los cadetes después del combate regresaron a la Escuela Politécnica donde residían y reintegrados sin perjuicio, sus autoridades los reincorporan a sus actividades curriculares. Sin embargo, la Junta Militar plantea en los días subsecuentes suspender temporalmente las actividades de la Politécnica y planea arrestar y enjuiciar a los cadetes rebeldes, contraviniendo esto a los acuerdo alcanzados las partes el día del combate. 
El día de los arrestos y por orden de la Junta Militar, los cadetes en la Escuela Politécnica miembros del levantamiento fueron separados en grupos y conducidos a la Penitenciaría Central y a las cárceles radicadas en la Ciudad de la Antigua Guatemala y Chimaltenango fueron puestos disposición de los tribunales y sujetos a proceso por sedición y rebelión. Los juicios a los cadetes se llevaron a cabo en meses posteriores derivando en que el 2 de julio de 1955, por Decreto n.º 338, el presidente de la República Carlos Castillo Armas concedió amnistía a los acusados de la rebelión del 2 de agosto de 1954. 

### Exilio en México
Con la iniciativa de la Junta Militar para efectuar arrestos a los cadetes y la suspensión de la Escuela Politécnica. El Coronel Jose Garcia Barzanallana Larrave comandante de la Guardia de Honor militar de alto rango cercano a la Junta Militar, filtra la información hacia la academia y en concreto a Francisco García Barzanallana de León que es su sobrino. Es así como, un grupo de cadetes incluyendo al propio Francisco García Barzanallana de León, así como Carlos Enrique Archila, José Antonio Cano Wer y Oscar Humberto Morales un día antes de los arrestos, escapan de las instalaciones de la Escuela Politécnica. Durante los arrestos que se llevan a cabo en la academia se levantan órdenes de captura y aprensión en contra de los cadetes fugados.
El grupo camina por fuera de los caminos transitados y sobre la jungla con la ayuda de un guía indígena, hasta salir a la frontera mexicana y se internan en Tapachula Chiapas donde solicitarían el asilo político al gobierno mexicano, el cual fue concedido y fueron internados al Distrito Federal. 
No obstante 29 de julio de 1955 se levantaron las órdenes de captura que imperaban en su contra. Francisco René García Barzanallana de León jamás volvería a tocar suelo guatemalteco, ni tendría roles militares o políticos en el extranjero.

## Consecuencias
Posteriormente se abrió nuevamente el plantel de estudios militares, bajo la dirección del coronel Carlos Arana Osorio, en 1955.  También enjuiciaron a las integrantes de las fuerzas que apoyaron a los cadetes combatientes. Se inició una era de pesquisas y persecuciones hacia los posibles comunistas, situación que persistió en Guatemala durante décadas. Hubo miles de personas desplazadas, asiladas y desaparecidas en el país, producto de la paranoia anticomunista imperante en Latinoamérica.
El simbolismo de este primer alzamiento armado va hacer resonancia en comunidades y grupos de interés, sobre todo el sector agrario e indígena que al ser depuesto el gobierno de Arbenz que implementaba políticas sociales benéficas y al ver limitadas sus posibilidades del control sobre la producción, la tierra y los bajos salarios deciden levantarse.  El país se sumerge en cuatro décadas de guerra civil, y sucesiones militares, se cancelan las elecciones populares, se genera la Insurgencia popular de la cual se derivo la guerrilla guatemalteca. La UFCO posible beneficiaria del golpe de Estado orquestado ve su producción diezmada por varios factores asociados a la producción y la demanda, pero el factor social incide en el monopolio. 
El gobierno de Carlos Castillo Armas duró hasta su asesinato en 1957, su gobierno duraría menos de tres años. 
Se conserva un memorial a los caídos en el combate del 2 de agosto dentro de las instalaciones de la entonces Escuela Politécnica a los que se rinde homenaje en la fecha.